# Вінджамер

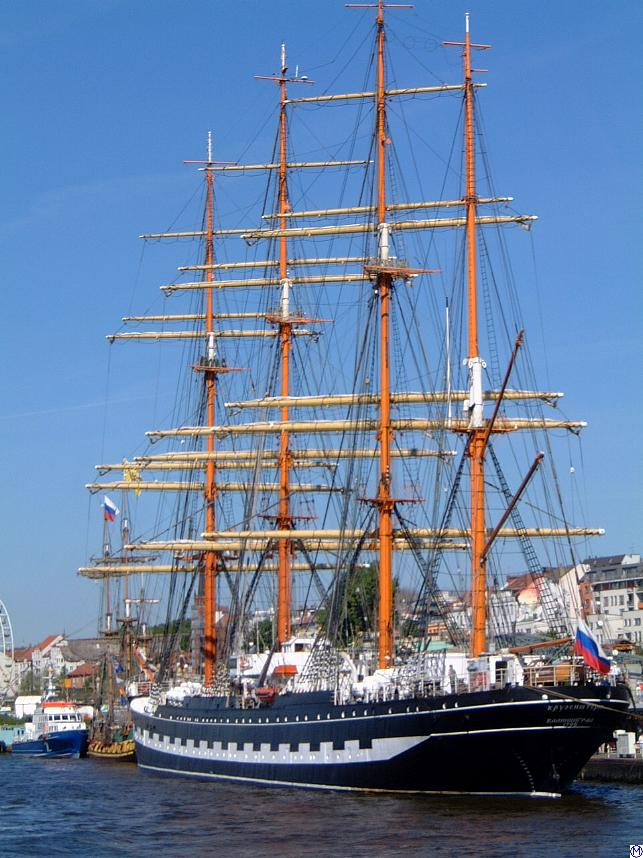
Барк «Крузенштерн», травень 2001, Гамбург

Вінджамер (англ. windjammer, досл. «вижимач вітру», «вітрожим») — останнє покоління великих комерційних вітрильників, що з'явилося наприкінці XIX століття на основі досягнень промислової революції. У 1870—90-х роках пароплави стали досить економічні, щоб витіснити вітрильники з європейських ліній, але дальні маршрути залишалися їм непідвладні. Для цього була необхідне проміжне бункерування, процедура досить довга й недешева, адже потрібно було утримувати мережу проміжних вугільних станцій.

## Конструкція вінджамерів
Вінджамери використовували всі новинки кораблебудування того часу, такі, як застосування сталі. Це дозволило інженерам реалізувати всі вимоги гідродинаміки — кораблі стали більші і мали більше подовження корпусів, в результаті чого сильно зросла їх середня швидкість, залишивши позаду колишні швидкоходи — «чайні кліпери». Втім, у США, багатих лісом, також продовжували використовувати дерево при будівництві, як наприклад на 6-щогловій шхуні «Вайомінг». Довжина сягала 100—140 м, а водотоннажність — 4-10 тис. т.
Крім сталевих корпусів вінджамери отримали також сталеві щогли, що дозволили підняти вітрила на велику висоту і збільшити площу парусності. Довші корпуси дозволяли встановлювати більше щогл — від трьох до чотирьох і більше. Найбільшу кількість мала американська шхуна «Томас Лаусон», що мала сім щогл. З метою полегшення роботи з вітрилами їх стали ділити надвоє, з відповідним позначенням «верхнє» і «нижнє» (розрізні вітрила). На початку XX століття робота з вітрилами почала здійснюватися за допомогою лебідок з паровим або електричним приводом.
Озброювалися вінджамери, як правило, барками, але бували і винятки — пряме озброєння на всіх щоглах, а також шхуни (у США).
Також вінджамери отримали і парові машини, що не зробило їх, однак, пароплавами — машини були невеликі й служили допоміжним двигуном на випадок штилю. До того ж не всі судновласники погоджувалися з додатковими витратами, пов'язаними із введенням і експлуатацією парових машин на вітрильниках.

## Будівельники і власники вінджамерів
Будівництво вінджамерів здійснювали верфі Англії, Німеччини, Франції та США. Компанії цих же країн займалися їх експлуатацією.
Найбільшими будівельниками були верф «Блом і Фосс» в Гамбурзі, і «Текленборг» в Гестемюнде. Вітрильники менших розмірів будувалися на верфі Рікмерс у Бремерхафені. Проектуванням і будівництвом займалися видатні кораблебудівники тих років, наприклад, у Німеччині це були Геттінгенський університет, аеродинаміки Феппель і Людвіґ Прандтль, суднобудівники Міддендорф, Гросек та інші.
Більшість великих вітрильників була зосереджена в руках німецької компанії «Лайс» (нім. F. Laeisz), включаючи вітрильники «лінії П». Найбільшим флотом вінджамерів володів швед Густав Еріксон із Маріенгамне на Аландських островах. Під його прапором плавало понад 40 великих вітрильників. Перед Другою світовою війною він володів двома десятками вінджамерів, а після війни його імперія впала. Еріксон помер в 1947 р., заявивши перед смертю, що життя у світі без вітрильників позбавлено для нього сенсу.

## Маршрути і вантажі вінджамерів
При виборі маршрутів комерційних вітрильників прагнули вибирати місця, добре забезпечені постійними вітрами, адже попередня Доба великих географічних відкриттів дозволила накопичити великий досвід у цьому напрямку.
Відповідно намагалися підбирати і вантажі — найчастіше недорогі насипні вантажі. З Чилі, огинаючи мис Горн, вітрильники везли селітру, гуано і руду. З Бразилії доставлялися екзотичні породи дерева, джут і рис з Азії, копра з островів Океанії, з Перської затоки йшла нафта (у бочках або наливом в корпус). У зворотному напрямку, з Європи, вітрильники везли вугілля в порти, де бункеруватися їх суперники — пароплави.
З Австралії, роблячи частину шляху на «ревучих сорокових», доставляли вовну і пшеницю. Враховуючи сезонність поставок пшениці, вітрильники, що працювали на австралійській лінії, прагнули доставити її до Європи (навколо мису Горн), якомога швидше, щоб мати кращі умови збуту. Виникли так звані «зернові перегони», на зразок знаменитих «чайних перегонів» середини XIX ст. Причому, дотримуючись західних вітрів і супутніх течій, з Європи кораблі йшли огинаючи Африку, а з Австралії також на захід, огинаючи мис Горн, поверталися до Європи, здійснюючи навколосвітнє плавання.
Одним із специфічних вантажів, які перевозили тільки вітрильні судна, були піаніно. Справа в тому, що вібрація корпусів при роботі суднових двигунів вкрай негативно позначалася на їх налаштування. Тут у вінджамерів конкурентів не було.
Команду на вінджамерах нерідко складали курсанти морських училищ, які були повинні проходити практику на вітрильних суднах, це дозволяло економити на екіпажі. Крім того, командувати судном міг теж випускник морського училища, якому було необхідно проходити стажування.
Це значно скорочувало витрати на утримання команди, а ще знаходилися романтики, які навіть платили за місце в команді.

## Знамениті вінджамери

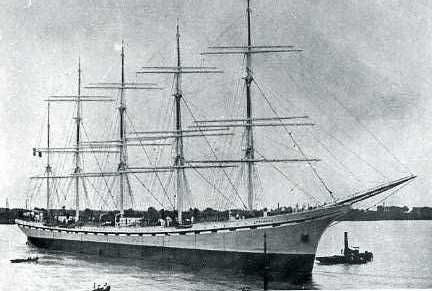
France II в гавані Бордо 1912

Найбільшим з коли-небудь побудованих вітрильників був «Франс II», 5-щогловий французький парусник, створений в 1911 році для перевезення південноамериканської нікелевої руди. Довжина корпусу досягала 146 м, водотоннажність понад 10,5 тисяч тонн, а 5 сталевих щогл несли 38 вітрил загальною площею 6350 м². Судно мало прекрасне оздоблення, пасажирські каюти і навіть бібліотеку. Однак падіння цін на нікелеву сировину, а також чилійське гуано, на перевезення якого воно було переведене, призвело до того, що в 1922 році воно залишилося без фрахту і простояло в гавані Бордо до 1944 року[джерело?], поки не загинуло під американськими бомбами.

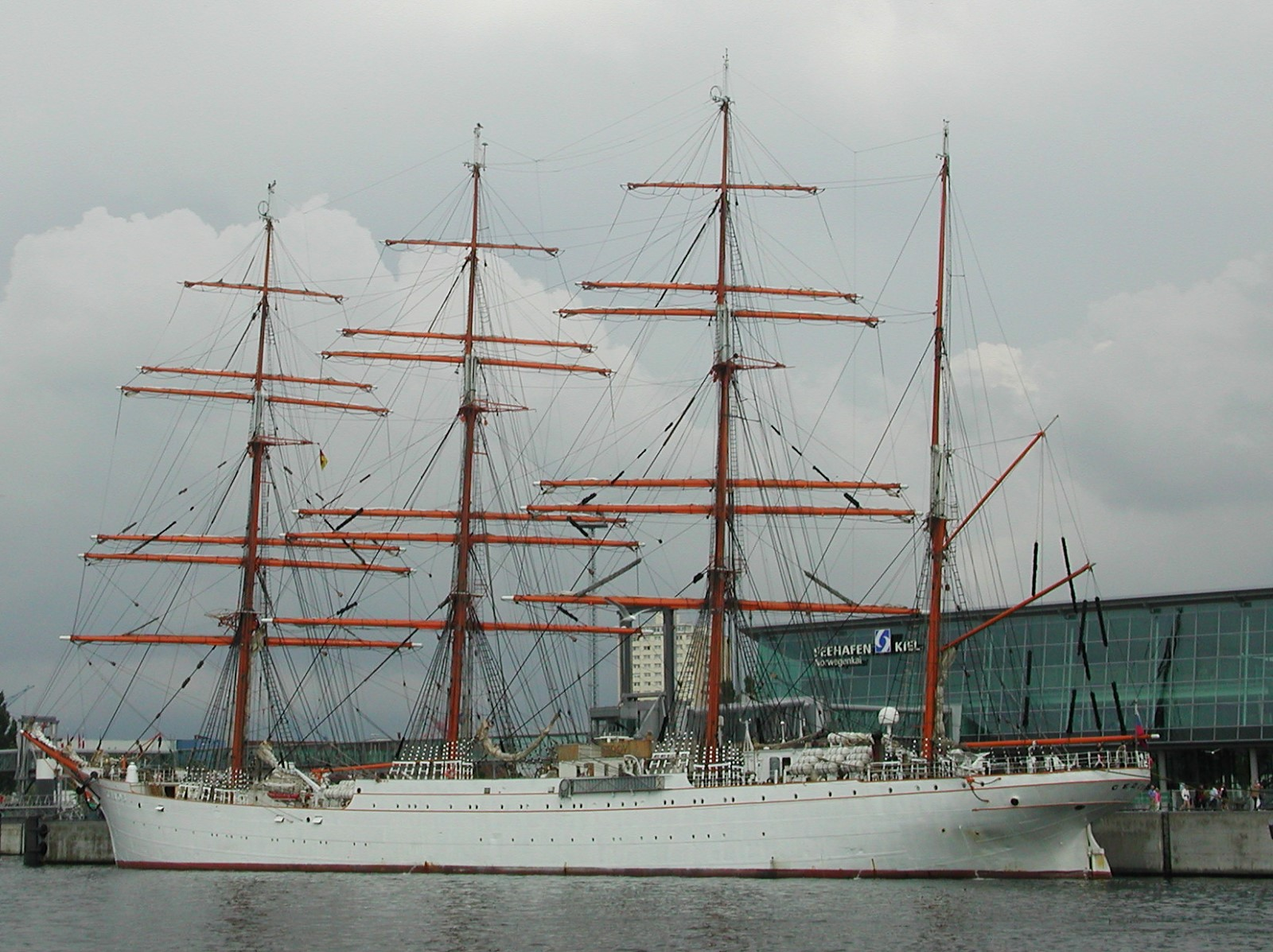
Барк «Сєдов»

Найбільшим із існуючих вінджамерів є барк «Сєдов», лідер російського флоту навчальних суден. Був побудований у Німеччині в 1921 році для компанії «Ф. А. Віннен», на момент спуску на воду був 4-им за величиною вітрильником (117 м, 7200 т, 3800 м² вітрил), під ім'ям «Магдалена Віннен», в 1936 році перейшов в власність Північно-Німецького Ллойда і став навчальним судном під ім'ям «Коммодор Йонсен», а після війни як репарації потрапив в СРСР.

барк Pamir

Одними з найвідоміших стали вітрильники «лінії П» («літаючі П») компанії Фердинанда Лайса, прозвані так через те, що імена їх починалися на «П» — «Потозі», «Поммерн», «Пасат», «Памір», «Проссейн», «Пекін», «Падуя», «Понапе», «Пінвалл» тощо. «Памір» був п'ятим із десяти. Затонув поблизу Азорських островів 21 вересня 1957 в результаті урагану, повертаючись з Чилі. З 86 осіб екіпажу вціліло лише 6. Катастрофа отримала великий розголос і затримала переобладнання комерційних вітрильників у навчально-вантажні (хоча було визнано що конструкція судна не була причиною трагедії, яка сталася внаслідок рідкісного збігу обставин). Колишній «Падуя» потрапив після Другої світової війни в СРСР і став навчальним барком «Крузенштерн».

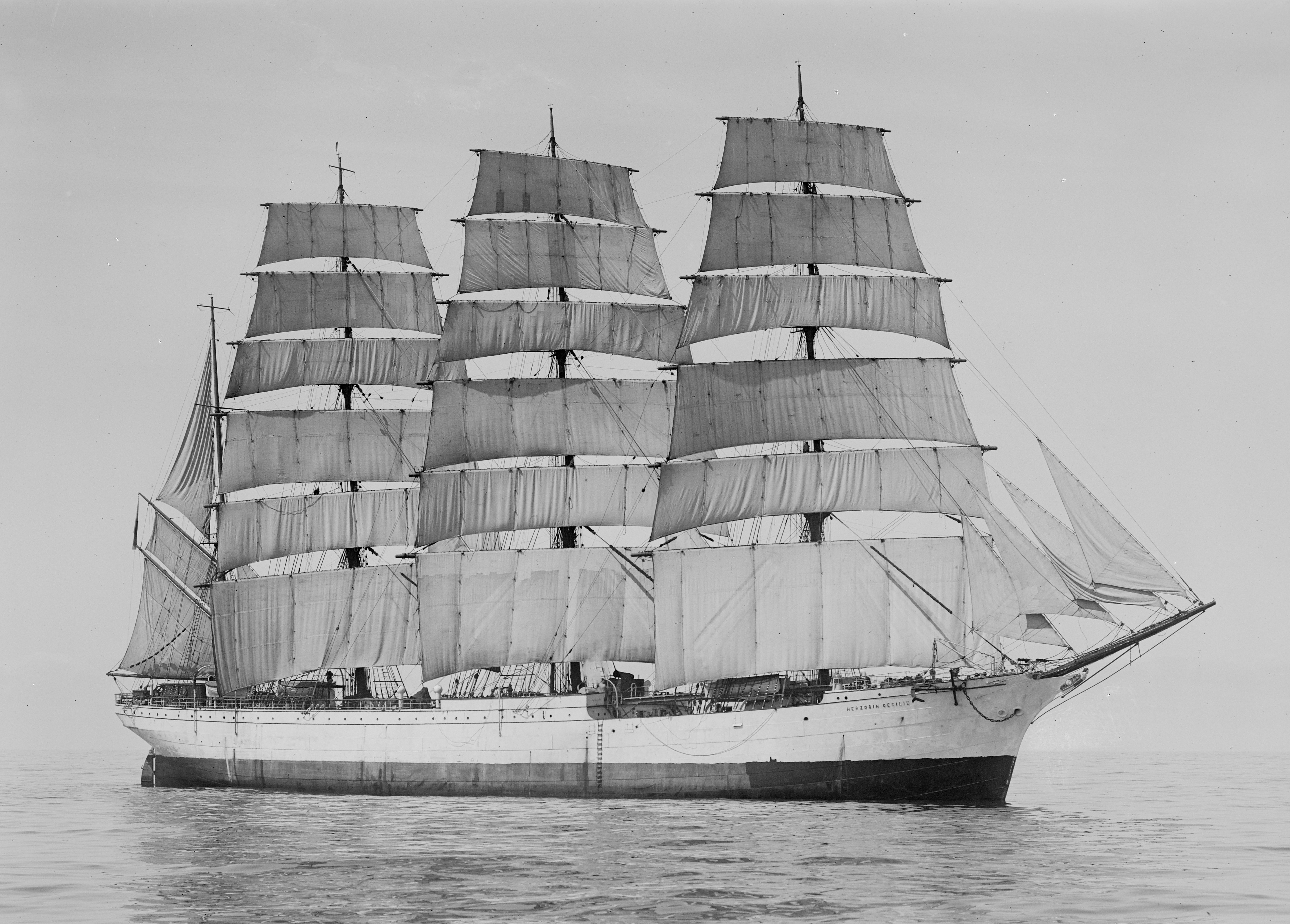
Herzogin Cecilie

Одним із найкрасивіших і найшвидших був барк «Герцогиня Цецилія», побудований верф'ю Рікмерс в 1902 році і названий на честь герцогині Цецилії Мекленбургської, дружини принца Пруссії, спадкоємця престолу. У його проекті було враховано багаторічний досвід і тому судно вийшло дуже ходовим. Барк був побудований за замовленням Північно-Німецького Ллойда і спочатку ходив до Південної Америки, але з початком Першої світової війни був інтернований в Чилі, і лише в 1920-му повернутий Німеччині. Там йому роботи не знайшлося і за 20 тис. доларів його купив фінський судновласник Густав Еріксон, перевівши його на австралійську лінію, де барк чудово себе зарекомендував. До числа його досягнень належать добовий перехід в 341 милю і тижневий перехід в 2120 миль. Проте в 1936 році, вночі, в штиль, він наскочив на мілину біля берегів Південної Америки, і його вирішено було не відновлювати. З нього зняли частину деталей, решту зруйнували хвилі.

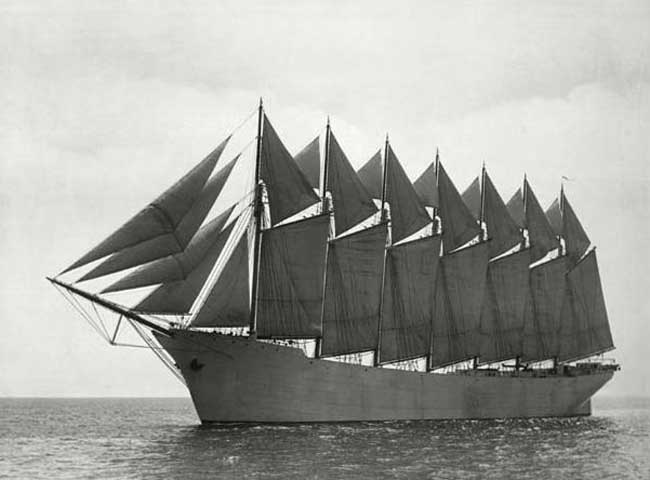
7-щоглова шхуна Thomas W. Lawson

Кораблем із найбільшим числом щогл була американська сталева шхуна «Томас Лоусон». Вона була спущена на воду в 1902 році в місті Квінсі (США). «Томас У. Лоусон» призначався для перевезення вугілля, однак після будівництва був перероблений в танкер. Довжина корпусу сягала 120 м. Кожна із семи сталевих щогл висотою по 35 м важила 20 т. Їх продовженням служили дерев'яні 17-м стеньги. Загальна площа парусності сягала 4000 м², розділених на 25 вітрил. Роботу моряків полегшували різні механізми. Шхуна, що не мала двигуна, була оснащена паровою рульовою машиною, паровими лебідками, електричною системою і навіть телефонною мережею. Цікаво, що згідно з наявною термінологією щогли з 2-ї по 6-ту треба було називати грот-щоглами, проте матроси швидко знайшли вихід з положення — вони дали щоглам назви по днях тижня. Доля цього гіганта не відповідала його розмірами — у першому ж трансатлантичному рейсі через навігаційну помилку судно потрапило на скелі біля берегів Англії, власного двигуна, який міг би цьому запобігти, у нього не було.

## Занепад епохи вітрила
З появою в 1859 році Суецького каналу парусники не могли ним користуватися і продовжували ходити навколо Африки, що негативно позначалося на їх конкуренції з пароплавами. Аналогічна ситуація склалася і з введенням в дію в 1914 р. Панамського каналу.
Вінджамери були вигідні тільки на далеких лініях, для певних вантажів, а тому сильно страждали від коливань цін на них. Так, падіння цін на американську руду, а також виснаження південноамериканських родовищ нітратів призвели до різкого скорочення числа зайнятих вітрильників на цій лінії і переводу більшості на австралійську лінію.
Вимушені в пошуках вітру постійно відвідувати ділянки океану із сильними штормовими умовами, вітрильники часто страждали від жорстоких штормів і циклонів, які ламали щогли, зміщували баласт і т. ін.
Зіграла свою роль і технічна недосконалість великих вітрильників. Судна, які не мали двигуна, нерідко закінчували свій шлях на скелях, куди потрапляли в результаті штилю. Також відсутність двигуна згубно позначалася на тривалості переходів — більшість великих європейських портів розташовувалося в гирлах річок, і безпорадні вітрильники були змушені іноді цілими днями чекати приходу буксира. Не менші труднощі чекали судна і в порту, де щогли і рангоут заважали роботі сучасних вантажних засобів, у результаті чого навантаження нерідко йшло вручну.
Подальше збільшення розмірів торгових суден не могло бути підтримано вітрильниками, вони досягли свого максимуму, а тому програли і гонку розмірів.

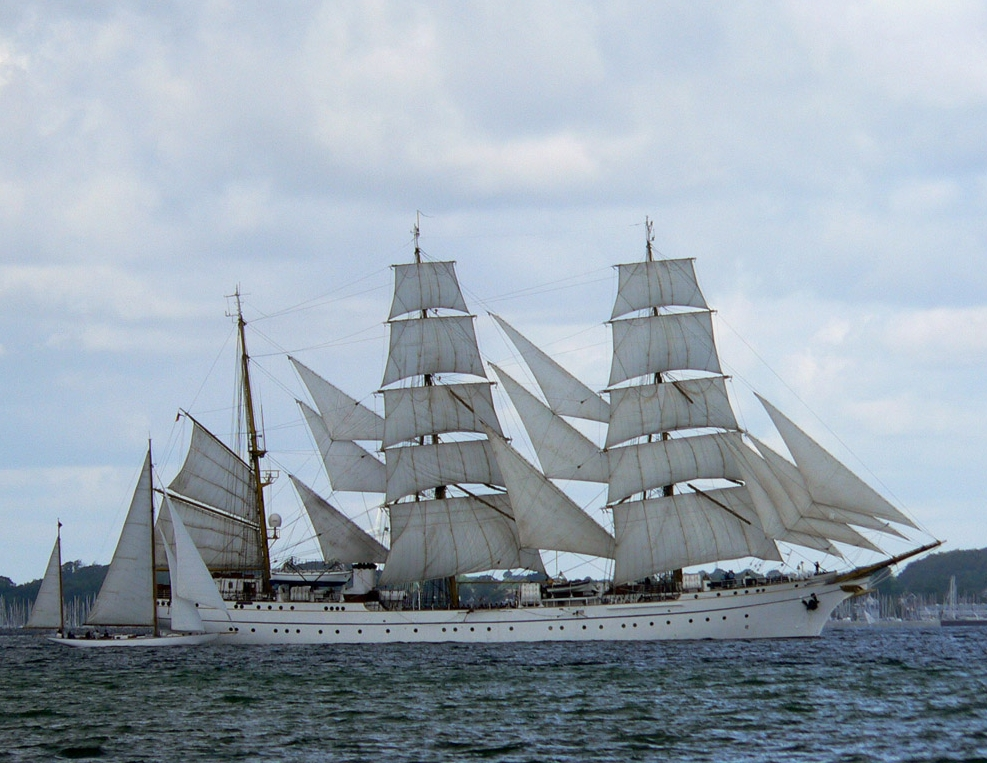
Горх Фок II, німецький навчальний вітрильник, побудований у 1958 році

## Сучасність
Після Другої світової війни великі вітрильники остаточно пішли з комерційної експлуатації. Багато було відправлено на злам, стали плавучими музеями або ресторанами. Але деякі були переведені в розряд навчальних суден, у тому числі в радянському флоті, який отримав як репарацію найбільші німецькі вітрильники. Надалі навіть спеціально будувалися такі судна («Горх Фок II» у ФРН, «Дар Млодзежі» у Польщі). Так що вінджамери живі досі.
Незважаючи на деякі пропозиції (проект «Віндроуз» Майкла Віллобі) комерційна експлуатація вінджамерів не здійснюється. Їх наступником на комерційних лініях майбутнього можуть стати вітрильники типу «Динариг».